# Jean de Dieu Raoelison
Jean de Dieu Raoelison (Arivonimamo, 31 luglio 1963) è un arcivescovo cattolico malgascio, dal 5 giugno 2023 arcivescovo metropolita di Antananarivo.

## Biografia

### Formazione e ministero sacerdotale
Dopo essere entrato nel seminario minore di Ambohipo, nel 1981 ha proseguito gli studi filosofici presso il seminario maggiore regionale di Antsirabe nel 1988 e quelli teologici nel seminario maggiore di Ambatoroka nel 1993 ed è stato ordinato sacerdote il 7 settembre 1996.
Successivamente ha conseguito la licenza in studi teologici nel 1998 presso l'istituto cattolico di Madagascar di Ambatoroka, mentre nel 2008 il dottorato in teologia presso la facoltà teologica di Lugano; dal 2009 è stato docente di teologia nel seminario maggiore di teologia di Faliarivo e segretario permanente della Conferenza episcopale malgascia.

### Ministero episcopale
Il 25 marzo 2010 papa Benedetto XVI lo ha nominato vescovo ausiliare di Antananarivo, assegnandogli la sede titolare di Corniculana. L'11 aprile successivo è stato consacrato dall'arcivescovo metropolita di Antananarivo Odon Marie Arsène Razanakolona, co-consacranti l'arcivescovo di Fianarantsoa Fulgence Rabemahafaly e il vescovo di Antsirabé Philippe Ranaivomanana.
L'11 aprile 2015 è stato trasferito in veste di vescovo alla sede di Ambatondrazaka.
Ricopre il ruolo anche di delegato per il Madagascar del Pontificio comitato per i congressi eucaristici internazionali.
Dal 16 al 18 febbraio 2023 ha preso parte al Convegno internazionale per i presidenti e i referenti delle Commissioni episcopali per i laici, intervenendo in un incontro che trattava il tema del dialogo sulla formazione dei fedeli laici e il ruolo dei Pastori.
Il 5 giugno 2023 è stato nominato arcivescovo metropolita di Antananarivo. Il 29 giugno ha ricevuto il pallio dal Santo Padre durante la cerimonia svoltasi in piazza san Pietro a Roma, mentre ha preso possesso dell'arcidiocesi il successivo 30 luglio.

## Genealogia episcopale
- Cardinale Scipione Rebiba
- Cardinale Giulio Antonio Santori
- Cardinale Girolamo Bernerio, O.P.
- Arcivescovo Galeazzo Sanvitale
- Cardinale Ludovico Ludovisi
- Cardinale Luigi Caetani
- Cardinale Ulderico Carpegna
- Cardinale Paluzzo Paluzzi Altieri degli Albertoni
- Papa Benedetto XIII
- Papa Benedetto XIV
- Papa Clemente XIII
- Cardinale Giovanni Carlo Boschi
- Cardinale Bartolomeo Pacca
- Papa Gregorio XVI
- Cardinale Castruccio Castracane degli Antelminelli
- Cardinale Paul Cullen
- Arcivescovo Joseph Dixon
- Arcivescovo Daniel McGettigan
- Cardinale Michael Logue
- Cardinale Patrick Joseph O'Donnell
- Vescovo John Gerald Neville, C.S.Sp.
- Vescovo Auguste Julien Pierre Fortineau, C.S.Sp.
- Arcivescovo Xavier Ferdinand Thoyer, S.I.
- Arcivescovo Gilbert Ramanantoanina, S.I.
- Cardinale Victor Razafimahatratra, S.I.
- Arcivescovo Philibert Randriambololona, S.I.
- Arcivescovo Odon Marie Arsène Razanakolona
- Arcivescovo Jean de Dieu Raoelison